# Роговица
Рогови́ца, рогова́я оболо́чка (лат. cornea) — передняя наиболее выпуклая прозрачная часть фиброзной оболочки глазного яблока, одна из светопреломляющих сред глаза.

## Строение

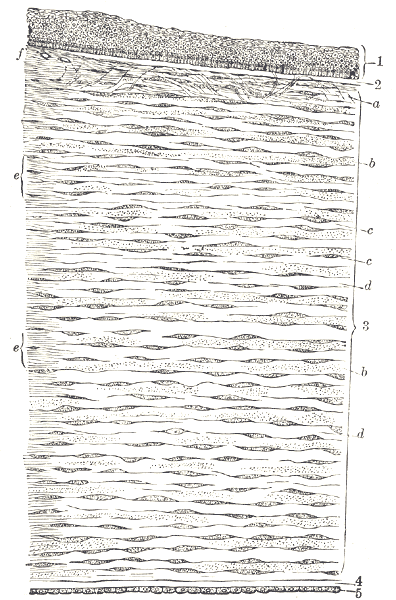
1 — эпителий роговицы, 2 — Боуменова мембрана, 3 — строма роговицы, 4 — Десцеметова оболочка, 5 — эндотелий роговицы

Основное вещество роговицы состоит из прозрачной соединительнотканной стромы и роговичных телец. Спереди и сзади стромы прилегают две пограничные пластинки. Передняя пластинка, или боуменова оболочка, является производным основного вещества роговицы. Задняя, или десцеметова, оболочка является производным эндотелия, покрывающего заднюю поверхность роговицы, а также всю переднюю камеру глаза. Спереди роговица покрыта многослойным эпителием. В роговице человеческого глаза шесть слоёв:
1. передний эпителий,
2. передняя пограничная мембрана (Боуменова),
3. основное вещество роговицы, или строма
4. слой Дюа — тонкий высокопрочный слой, открытый в 2013 году,
5. задняя пограничная мембрана (Десцеметова оболочка),
6. задний эпителий, или эндотелий роговицы.

Роговица у человека занимает примерно 1/6 площади наружной оболочки глаза. Она имеет вид выпукло-вогнутой линзы, обращённой вогнутой частью назад. Диаметр роговицы варьируется в очень незначительных пределах и составляет 10±0,56 мм, однако вертикальный размер обычно на 0,5—1 мм меньше горизонтального. Толщина роговицы в центральной части 0,52—0,6 мм, по краям — 1—1,2 мм. Радиус кривизны роговицы составляет около 7,8 мм.
Диаметр роговицы незначительно увеличивается с момента рождения до 4 лет и с этого возраста является константой. То есть рост размеров глазного яблока опережает возрастное изменение диаметра роговицы. Поэтому y маленьких детей глаза кажутся больше, чем y взрослых.
У многих млекопитающих (кошек, собак, волков и других хищников). Боуменова мембрана отсутствует.
В роговице в норме нет кровеносных и лимфатических сосудов, питание роговицы осуществляется омывающими её водянистой влагой передней камеры глаза (задняя поверхность роговицы) и слёзной жидкостью (передняя наружная поверхность роговицы). Место перехода роговицы в склеру называется лимбом роговицы.

## Физиология
Показатель преломления вещества роговицы 1,376, преломляющая сила — 40 дптр.
В норме у человека роговица смачивается слёзной жидкостью при моргании.
Роговица глаза является одной из частей тела (наряду с хрящевой тканью), в которой отсутствует кровоснабжение. 

## Заболевания роговицы
- Кератит
- Кератоконъюнктивит
- Кератоконус
- Кератоглобус
- Кератомаляция
- Буллёзная кератопатия
- Дистрофии роговицы
- Ленточная кератопатия
- Ксерофтальмия
- Пеллюцидная краевая дегенерация
- Вторичная эктазия роговицы

## Роль роговицы при доставке лекарств в глаз
Благодаря своей многослойной структуре, роговица является малопроницаемой по отношению даже к малым молекулам лекарств. Некоторые вещества, содержащиеся в составе глазных капель, могут усиливать проникновение лекарств через роговицу. Такие вещества принято называть усилителями проницаемости. Примерами усилителей проницаемости являются циклодекстрины, ЭДТА, поверхностно-активные вещества и жёлчные кислоты.

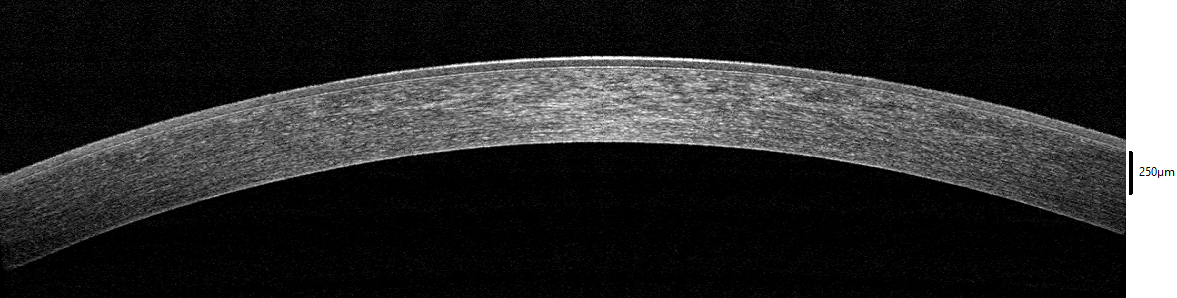
Роговица при оптической когерентной томографии в спектральной области (SD-OCT)
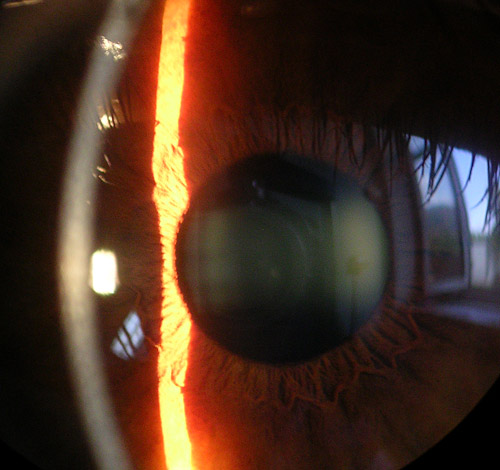
Роговица при просмотре щелевой лампой: cлева белесоватая дугообразная — толща роговицы
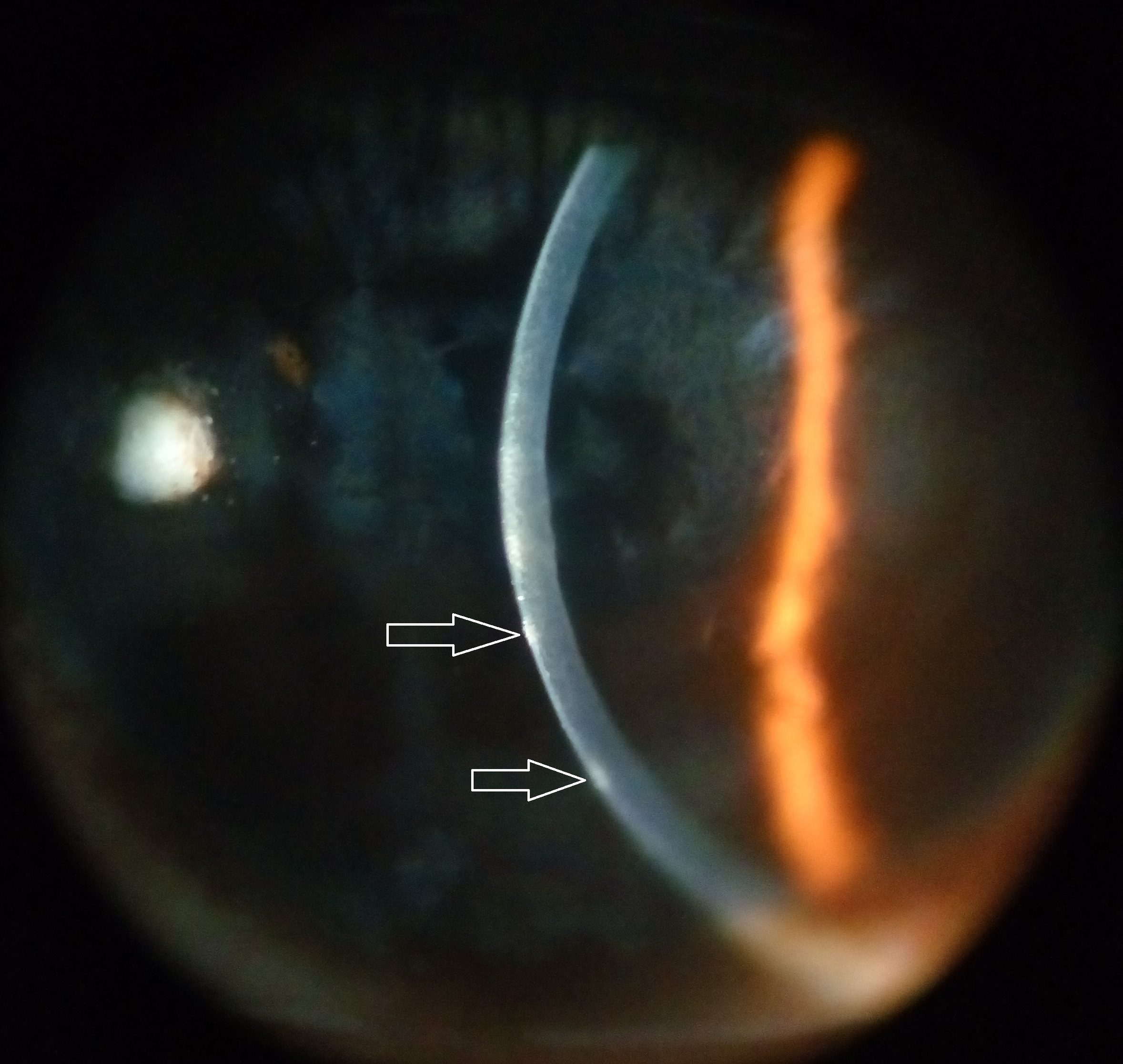
Субэпителиальные инфильтраты роговицы при эпидемическом кератоконъюнктивите при осмотре щелевой лампой
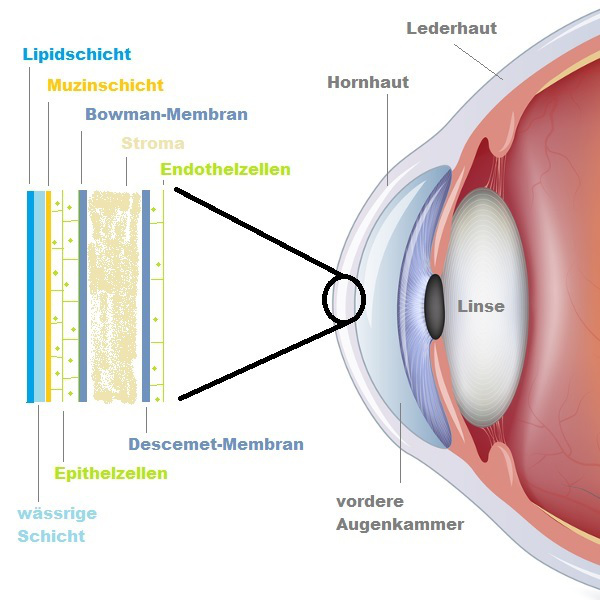
Строение роговицы
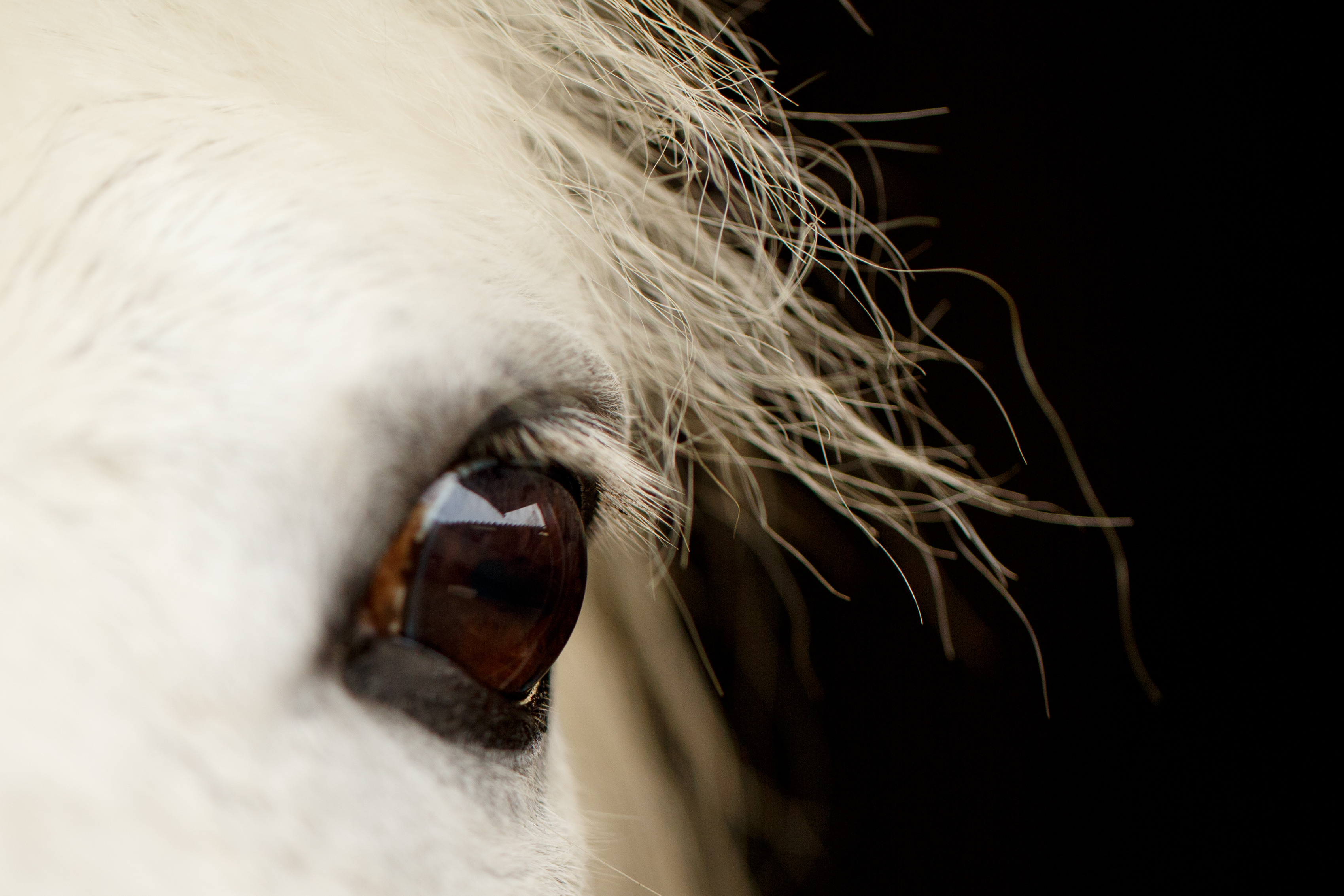
Роговица глаза лошади